# Maestà
Maestà, italijanska beseda za 'veličanstvo', označuje ikonično podobo ustoličene Marije z otrokom Jezusom, ne glede na to ali je skupaj z angeli in svetniki ali ne. Maestà je podaljšek teme Prestol modrosti sedeče Marije Bogorodice, Marija Božja mati, ki je protipostavka zgodnejši ikoni Kristus v slavi, ustoličenega Kristusa, ki jo poznajo bizantinski mozaiki. Maria Regina je sinonim umetnostnih zgodovinarjev za ikonično podobo Marije, ustoličene z otrokom ali brez njega.
Na zahodu se zdi, da se je podoba razvila morda na podlagi bizantinskih primerov, kot je kovanec Konstantinove cesarice Fauste, okronane in s sinovoma v naročju in na literarnih primerih, kot je Flaviusa Cresconiusa Corippusa praznovanje kronanja Justina II. leta 565. Slike, ki prikazujejo Maestà, so prišle v osrednji umetniški repertoar, zlasti v Rimu, konec 12. in v začetku 13. stoletja, s poudarkom na čaščenju Marije. Maestà je bila pogosto izvedena v fresko tehniki neposredno na ometanih stenah ali kot slike na lesenih oltarnih ploščah v gesso tehniki.
Bolj domača upodobitev, primerna za zasebno pobožnost, je ikonografska tema Marije in otroka.

## Primeri Maestà v slikarstvu
Najbolj znan primer je Maestà z dvajsetimi angeli in devetnajstimi svetniki, oltarna slika, ki zajema številne posamezne slike, ki jih je mesto Siena leta 1308 naročilo umetniku Ducciu di Buoninsegna. Slika je bila nameščena v mestni stolnici 9. junija 1311. Čeprav je bila potrebna generacija, da je njen učinek resnično začutila, je Ducciova Maestà postavila italijansko sliko na pot, ki je vodila stran od hierarhičnih predstav bizantinske umetnosti, do bolj neposrednih predstavitev resničnosti.
Ustvarjanje te oltarne slike, sestavljene iz številnih lesenih plošč, povezanih pred slikanjem, je bilo mukotrpno početje. Delo ni bilo samo veliko, osrednja plošča je bila velika 2,1 x 4 m, vendar jo je bilo treba naslikati na obe strani, saj jo je bilo mogoče videti iz vseh smeri, ko je bila nameščena na glavnem oltarju v središču svetišča.
Na zadnji strani Maestà so bile epizode iz Kristusovega življenja s poudarkom na njegovem pasijonu. Sveta pripoved se odvija v elegantnih epizodah, ki jih uprizarjajo graciozne figure, ki se zdi, da plešejo skozi te zgodbe, hkrati pa še vedno prenašajo čustveno vsebino.
Ker je bila leta 1771 Maestà razstavljena, si njeno moč in lepoto lahko predstavljamo le iz raztresenih delov, nekateri še vedno v Sieni v Italiji, drugi pa drugje.
Drugi primeri Maestà so Simesta Martinisova Maestà v Palazzo Pubblico v Sieni ali freska Cimabue v baziliki sv. Frančiška v Assisiju.